# Cíclid de Mides
El cíclid de Mides (Amphilophus citrinellus) és una espècie de peix de la família dels cíclids i de l'ordre dels perciformes que es troba a l'Amèrica Central: zona atlàntica de Nicaragua i Costa Rica.
Els mascles poden assolir els 24,4 cm de longitud total.